# The Evil Faerie
|  | Denne artikel er oprettet af botten Steenthbot ud fra en ekstern database. Den kan derfor have sproglige fejl eller mangler. Denne skabelon kan fjernes efter kontrol af indholdet. |

The Evil Faerie er en tysk eksperimentalfilm fra 2007 instrueret af Henrik Olesen og Judith Hopf.